# Habari
Habari (/həˈbɑri/) — бесплатная блог-платформа (CMS) с открытым исходным кодом. Написана на языке PHP и в настоящее время поддерживает работу с базами данных MySQL, SQLite и PostgreSQL. Habari это приветствие на суахили, переводящееся как «что нового?».

## Особенности
- Модульное, легко расширяемое объектно-ориентированное ядро
- Поддержка различных баз данных
- Используются prepared statements для предотвращения SQL инъекций
- Поддержка прямого доступа в медиа-хранилища: Flickr, Viddler или файловая система
- Поддержка протокола публикаций Atom
- Многопользовательская система
- Поддержка нескольких сайтов на одной установленной системе (например, blog1.example.com и blog2.example.com) (однако, Habari еще не поддерживает несколько блогов на одном домене, например, http://example.com/blog1 (недоступная+ссылка) и http://example.com/blog2 (недоступная+ссылка))
- Статичный контент (страницы)
- Поддержка плагинов
- Система тегов
- Импорт из WordPress

## История
Работа над Habari была начата в октябре 2006 года с целью сделать современную платформу для ведения блога. Основное внимание уделяется использованию современных технологий, таких как PHP 5, PDO, ООП и поддержке современных стандартов, таких как протокол публикации Atom.
Первый релиз был опубликован 3 апреля 2007. Habari 0.2 вышел в 4 августа, версия 0.3 — 5 ноября, 0.4 — 22 февраля, 0.5 — 27 Июля 2008, и версия 0.6 — 6 апреля 2009.
SourceForge Community Choice Awards 2008 в категории «Лучший новый продукт»

### История версий
| Цвет    | Значение                          |
| ------- | --------------------------------- |
| Красный | старый релиз, не поддерживается   |
| Желтый  | старый релиз, пока поддерживается |
| Зеленый | текущий релиз                     |
| Синий   | будущий релиз                     |

| Номер версии | Дата             | Ссылка        | Примечание |  |
| ------------ | ---------------- | ------------- | --- |  |
| 0.1          | 3 апреля 2007    | Release post  | - Первый релиз. |  |
| 0.2          | 4 августа 2007   | Release post  | - Введение в инструкцию для пользователей. - Добавлено логирование. - Добавлен класс FormUI. - Добавлен класс Stacks. - Добавлен класс Cron. |  |
| 0.3          | 5 ноября 2007    | Release notes | - Добавлена поддержка Blueprint и jQuery для тем - Новая панель администрирования - Добавлена проверка кода плагинов.                        |  |
| 0.3.3        | 25 ноября 2007   | Release post  | - Улучшена проверка кода плагинов. |  |
| 0.4          | 22 февраля 2008  | Release notes | - Добавлено кэширование. - Начальная поддержка медиа-хранилищ: Flickr, Viddler. - Первоначальная реализация ACL.                             |  |
| 0.4.1        | 23 марта 2008    | Release notes | - Полная поддержка SQLite. - Добавлено сохранение сессии на выходе.                                                                          |  |
| 0.5          | 27 июля 2008     | Release notes | - Новый интерфейс панели администрирования. - Поддержка PostgreSQL. - Поддержка UTF-8.                                                       |  |
| 0.5.1        | 19 сентября 2008 | Release notes | - Исправления безопасности |  |
| 0.5.2        | 18 октября 2008  | Release post  | - Исправления безопасности |  |
| 0.6          | 6 апреля 2009    | Release notes | - Управление доступом - Черновики |  |
| 0.6.1        | 11 мая 2009      | Release notes | - Обновлена поддержка PostgreSQL для контроля доступа - Незначительные исправления                                                           |  |
| 0.6.2        | 22 мая 2009      | Release notes | - Исправления безопасности |  |
| 0.6.3        | 16 октября 2009  | Release notes | - Исправления безопасности - Переход на PHP 5.2.10/5.3                                                                                       |  |
| 0.6.4        | 19 февраля 2010  | Release notes | - Исправления безопасности - Переход на PHP 5.2.12/5.3.1                                                                                     |  |
| 0.6.5        | 18 ноября 2010   | Release notes | - Исправления безопасности |  |
| 0.6.6        | 4 декабря 2010   | Release notes | - Исправления безопасности - Исправлены ошибки при загрузке файлов                                                                           |  |
| 0.7          | 1 апреля 2011    | Release notes | - Более 1400 исправлений и нововведений |  |
| 0.8          | 13 декабря 2011  | Release notes | |  |
| 0.9          | 20 ноября 2012   | Release notes | - Исправление ошибок - Окончание поддержки PHP 5.2 - Улучшение производительности                                                            |  |
| 0.9.1        | 3 апреля 2013    | Release notes | - Исправление ошибок |  |